# Parahovatoma micros
Parahovatoma micros is een keversoort uit de familie boktorren (Cerambycidae). De wetenschappelijke naam van de soort is voor het eerst geldig gepubliceerd in 1853 door White.